# Euphorbia boerhavioides
Euphorbia boerhavioides är en törelväxtart som beskrevs av Henry Hurd Rusby. Euphorbia boerhavioides ingår i släktet törlar, och familjen törelväxter.
Artens utbredningsområde är Bahamas. Inga underarter finns listade i Catalogue of Life.